# Bundeshandelsakademie und Bundeshandelsschule Krems
Die Bundeshandelsakademie und Bundeshandelsschule Krems steht in der Statutarstadt Krems an der Donau in Niederösterreich.

## Geschichte
Im Jahr 1873 erfolgte die Gründung der Niederösterreichischen Landeshandelsschule in Krems. Die Schule befand sich im Gebäude der Realschule, dem heutigen Bundesrealgymnasium Krems, und stand auch unter der Leitung des dortigen Direktors. Die zwei Jahre dauernde Ausbildung konnte nur von Knaben absolviert werden, das Schulgeld betrug 5 Gulden pro Semester.
Erst im Jahr 1911 wurde die Städtische Handelsschule für Mädchen auf dem Pfarrplatz eröffnet. Im österreichischen Ständestaat wurde 1934 unter dem Unterrichtsminister Kurt Schuschnigg das Handelsschulwesen reformiert und die Landes-Handelsschule und die Städtische Handelsschule zusammengelegt und Religion und Maschinschreiben als Pflichtgegenstände eingeführt.
Am 2. April 1945 wurde bei einem Bombenangriff auf Krems das Gebäude der Realschule schwer beschädigt, das Inventar inklusive der 24 Schreibmaschinen vernichtet, nur die Kataloge können gerettet werden. Der Unterricht wurde erst wieder im Jahr 1947 neu begonnen. Direktor Nalepka erwirkte die Gründung der Handelsakademie, die im Schuljahr 1954/55 ihren Betrieb in der Realschule aufnahm. Neben der zweijährigen Handelsschule wurde nun eine vierjährige Handelsakademie geführt.
Die Schule übersiedelte auf den Langenloiser Berg in ein Gebäude, welches bis 1919 als Truppenspital diente und dann an das Landesjugendamt verpachtet wurde und als Kinderheilstätte diente. Im Frühjahr 1958 wurde ebendort an der Handelsakademie zum ersten Mal eine Reifeprüfung abgehalten. Mit 1963 wurde im Zuge einer großen Schulreform die Ausbildung an der Handelsakademie 5-jährig und an der Handelsschule 3-jährig.
Am 17. Oktober 1983 begann der Unterricht im neuen Schulgebäude. Von 2006 bis 2008 wurde die Schule umgebaut und erweitert.

## Schulleitung
- 1947–? Johann Nalepka[3]
- –1979 Erwin Scheuch
- 1972–1979 Walter Friedrichs
- 1979–1993 Johannes Messerer
- 1993–2003 Heinz Grießenberger
- 2003–2012 Reinhard Kratochvil
- 2012–2013 Martina Geyer provisorisch
- 2013–? Gernot Hainzl
- seit 2024 Martina Geyer[4]